# Litoria caerulea
La rana arborícola verde de Australia, rana arborícola de White o rana arborícola rechoncha (Litoria caerulea) es una especie de anfibio anuro perteneciente a la familia Pelodryadidae nativa de Australia y Nueva Guinea, con poblaciones introducidas en Nueva Zelanda y Estados Unidos. La especie pertenece al género Litoria. Su fisiología es similar a la de algunas especies del género, particularmente la rana arborícola magnífica (Litoria splendida) y la rana arborícola gigante (Litoria infrafrenata).
La rana arborícola verde es una especie de gran tamaño en comparación con la mayoría de las otras especies de ranas australianas, alcanzando 10 cm de largo. El promedio de vida de Litoria caerulea en cautiverio, cerca de 16 años, es mayor que el de las demás ranas. Las ranas arborícolas verdes son dóciles y están adaptadas a la vida cerca de viviendas humanas. A menudo se las halla en las ventanas o dentro de casas, comiendo insectos atraídos por la luz.
Debido a su comportamiento y a sus rasgos físicos, Litoria caerulea se ha convertido en una de las ranas más conocidas en su región de origen y en una mascota exótica popular en todo el mundo. Las secreciones de la piel de la rana tienen propiedades antivirales y antisépticas que pueden resultar útiles en preparaciones farmacéuticas.

## Taxonomía

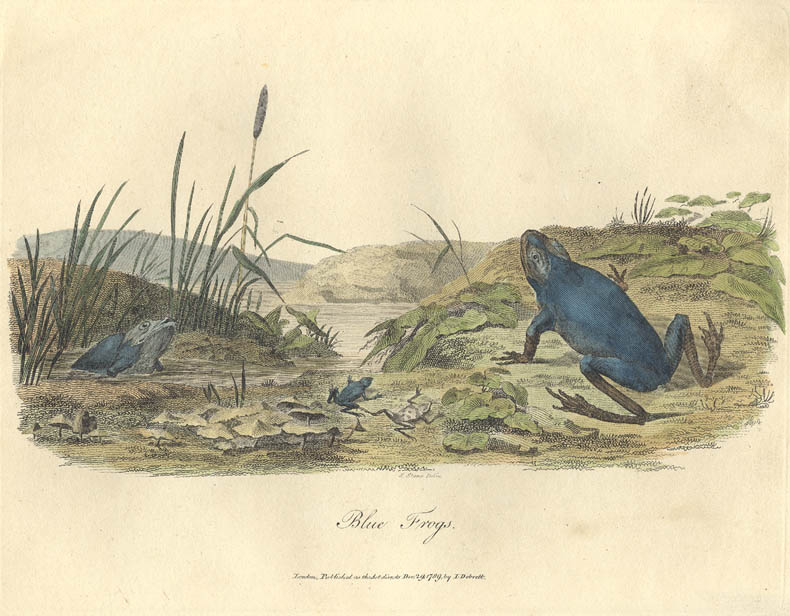
Grabado original de la rana arborícola verde, publicado en el Diario de un Viaje a Nueva Gales del Sur de John White. Artista: S. Stone.

Las ranas verdes arborícolas comparten el género Litoria con docenas de especies de ranas endémicas de Australasia. El nombre común de la especie en inglés, "White's tree frog", es en honor a la primera descripción de John White en 1790. La rana verde del árbol de White fue la primera rana australiana científicamente clasificada; el espécimen fue encontrado en la colección de sir Joseph Banks, pero fue destruido con el bombardeo alemán del Museo Hunterian en el Royal College of Surgeons en Londres en la Segunda Guerra Mundial.
Originalmente, la especie fue llamada "rana azul" (Rana caerulea) pese a que su color sea verde. Los especímenes originales de White enviados a Inglaterra fueron dañados por el conservante y parecieron azules. El color de la rana es causado por pigmentos azules y verdes cubiertos por una capa amarilla. El conservante destruyó la capa amarilla y le dio a la rana un aspecto azul. El epíteto específico, caerulea, que significa "azul" en latín, ha permanecido igual. La rana se conoce simplemente como la "rana arborícola verde". Sin embargo, ese nombre es dado a menudo a la mayoría de las ranas arborícolas verdes de la región, por ejemplo, a la rana arborícola verde americana (Hyla cinerea).

## Descripción

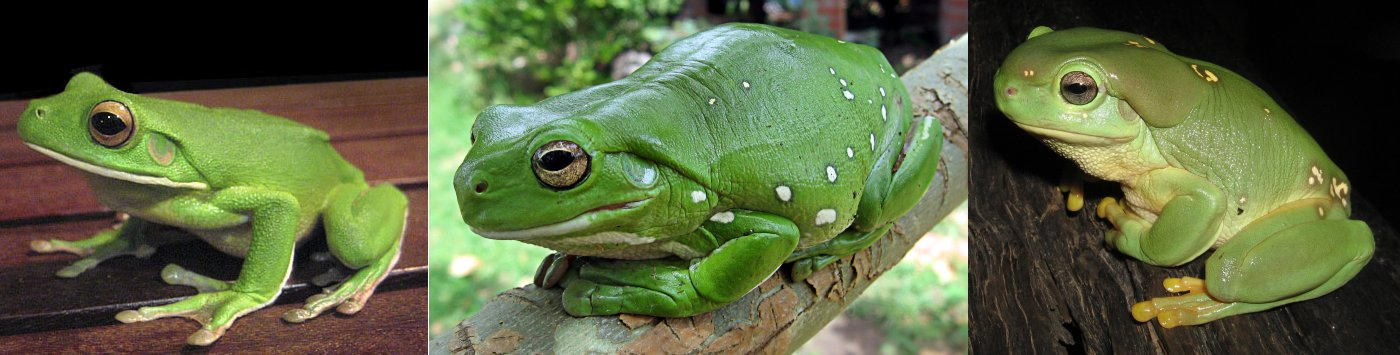
Las tres ranas arborícolas de gran tamaño de las regiones templadas y tropicales de Australia: La rana de la izquierda es la rana arborícola de borde blanco (Litoria infrafrenata), que tiene una raya blanca a lo largo de la mandíbula. La del centro es la rana arborícola verde. La de la derecha es la rana arborícola magnífica (Litoria splendida), que tiene grandes glándulas parótidas sobre el tympanum.

La rana arborícola verde puede crecer hasta 10 cm de longitud. Su color depende de la temperatura y del color del entorno, variando de marrón a verde; la superficie ventral es blanca. Presenta, ocasionalmente, manchitas blancas de forma irregular en su espalda de hasta 5 mm de diámetro, las cuales aumentan en cantidad con la edad. La rana tiene grandes discos en los extremos de cada pata, de alrededor de 5 mm de diámetro a la madurez. Estos discos les permiten a las ranas adherirse a las superficies mientras escalan e, incluso, trepar verticalmente en cristales. Los ojos son dorados y tienen irises horizontales, típicos del género Litoria. Los dedos de los miembros anteriores están unidos entre sí en un tercio de su longitud por una membrana cutánea. Los dedos de los miembros posteriores, en cambio, se hallan unidos por tal membrana en tres cuartas partes de su longitud. El tympanum (una membrana de la piel similar a un tímpano) es visible.
La rana arborícola verde es similar a la rana arborícola magnífica (Litoria splendida), que habita solo en el noroeste de Australia, y puede ser distinguida por la presencia de grandes glándulas parótidas y glándulas rostrales en la cabeza. La rana arborícola gigante (Litoria infrafrenata) también es generalmente confundida con la rana arborícola verde. La principal diferencia entre estas dos es una raya blanca distinta a lo largo del borde de la quijada inferior de la rana arborícola gigante, la cual no está presente en la rana arborícola verde.
Aunque las ranas tienen pulmones, también absorben oxígeno a través de su piel, y para que esto ocurra eficientemente, la piel debe estar húmeda. Una desventaja de la piel húmeda es que los agentes patógenos pueden prosperar, incrementando la posibilidad de una infección. Para contrarrestar esto, las ranas secretan péptidos que destruyen estos agentes patógenos. La secreción de la piel de las ranas arborícolas verdes contiene péptidos con propiedades antibacteriales y antivirales. Estos péptidos, además, tienen los mismos efectos psicológicos que el CCK-8, una hormona digestiva e inhibidora del hambre. Varios péptidos de las secreciones de la piel de la rana arborícola verde han sido hallados para destruir el VIH sin perjudicar a los saludables linfocitos T.

### Renacuajo

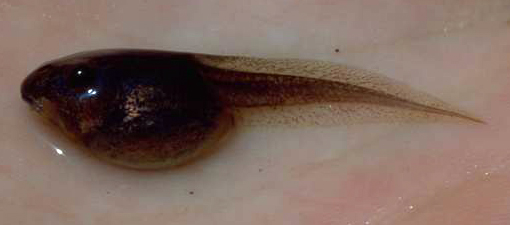
Renacuajo. Foto: Jean-Marc Hero.

La apariencia de los renacuajos cambia durante su desarrollo. Tienen un largo que va de 8,1 mm a 44 mm Estos son inicialmente moteados con marrón, incrementando su pigmentación (de verde a marrón) durante su desarrollo. La parte inferior se torna oscura y luego se aclara, llegando eventualmente a blanco en los adultos. Los huevos son marrones, están rodeados de una gelatina clara y tienen 1,1-1,4 mm de diámetro.

## Ecología, comportamiento y ciclo de vida

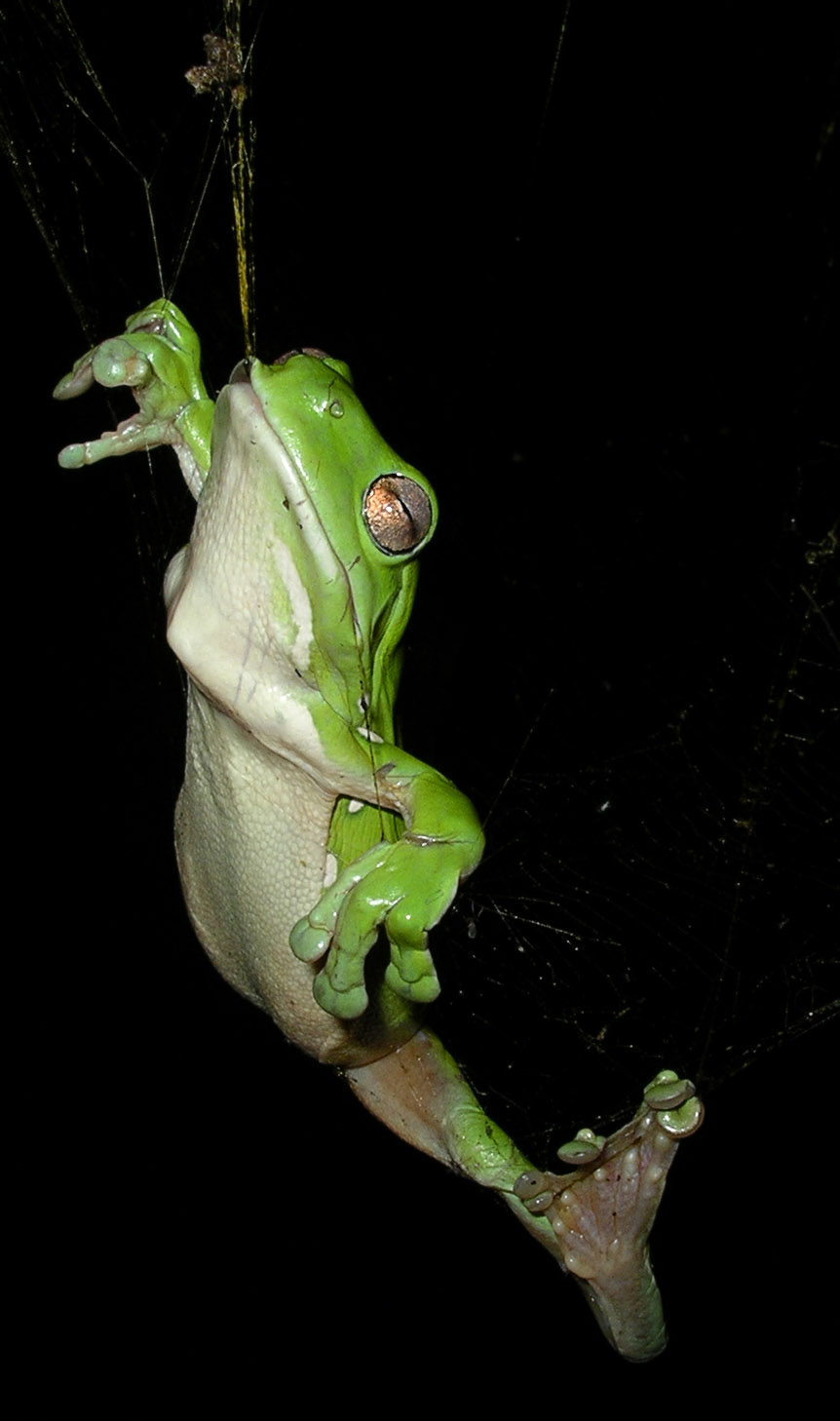
Una rana arborícola verde atrapada en una telaraña después de comer una araña.

Las ranas arborícolas verdes son muy dóciles. Es una especie de hábitos nocturnos; sale a comienzos de la tarde para realizar su llamado (en primavera y verano) y cazar en la noche. Durante el día buscan áreas frescas, oscuras y húmedas para dormir. En el invierno, las ranas arborícolas verdes son difíciles de hallar.
Dependiendo de su ubicación, las ranas arborícolas verdes ocupan varios hábitats. Típicamente, se hallan en los árboles cerca de fuentes de aguas tranquilas. Sin embargo, estas pueden sobrevivir en pantanos (entre juncos) o en praderas en climas más frescos. Las ranas arborícolas verdes son bien conocidas por habitar en fuentes de agua dentro de casas, tales como fregaderos o inodoros. También pueden ser encontradas en ventanas, comiendo insectos. Estas ocuparán tanques (cisternas), bajantes (pluviales), y canalones, debido a que son lugares con una alta humedad y normalmente más frescos que el entorno externo. Las ranas se reúnen en bajantes y tanques durante la época de celo, debido a que, al agruparse, aumentan su llamado.
El llamado de la especie es un bajo y lento crawk-crawk-crawk, repetido varias veces. La mayor parte del año, estas llaman desde altas posiciones, tales como árboles y canalones. Durante la época de celo las ranas descienden, aunque permaneciendo ligeramente elevadas, y llaman de cerca en las fuentes de aguas tranquilas, sea temporaria o permanentemente. Al igual que muchas ranas, las ranas arborícolas verdes no solo llaman para atraer una pareja. Han sido observadas realizando su llamado para advertir su ubicación fuera de la época de celo, a menudo luego de la lluvia, por razones que son inciertas para los investigadores. Estas emitirán un llamado destacado cuando sea que estén en peligro, como cuando los depredadores están cerca o cuando una persona pisa un tronco en donde reside una rana.
La dieta de la especie consiste principalmente de insectos y arañas, pero puede incluir ranas más pequeñas y hasta mamíferos pequeños. Los dientes de las ranas no son apropiados para cortar a sus presas. Muchas ranas les lanzan sus lenguas pegajosas. La presa queda pegada, y es consumida. La rana arborícola verde usará esta técnica con presas más pequeñas; sin embargo para una presa más grande, se abalanza y luego obliga a la presa a ingresar en su boca utilizando sus manos.
La rana tiene algunos depredadores naturales, entre ellos cobras y algunas pocas especies de lagartos y aves. Desde la llegada de Europeos a Australia, han sido introducidos depredadores no naturales, principalmente perros y gatos. La especie tiene un promedio de esperanza de vida en cautiverio de dieciséis años, pero puede vivir más de veinte años, lo cual es mucho para una rana. El promedio de vida en estado salvaje es más bajo que en cautiverio, debido a la depredación.

### Ciclo de vida

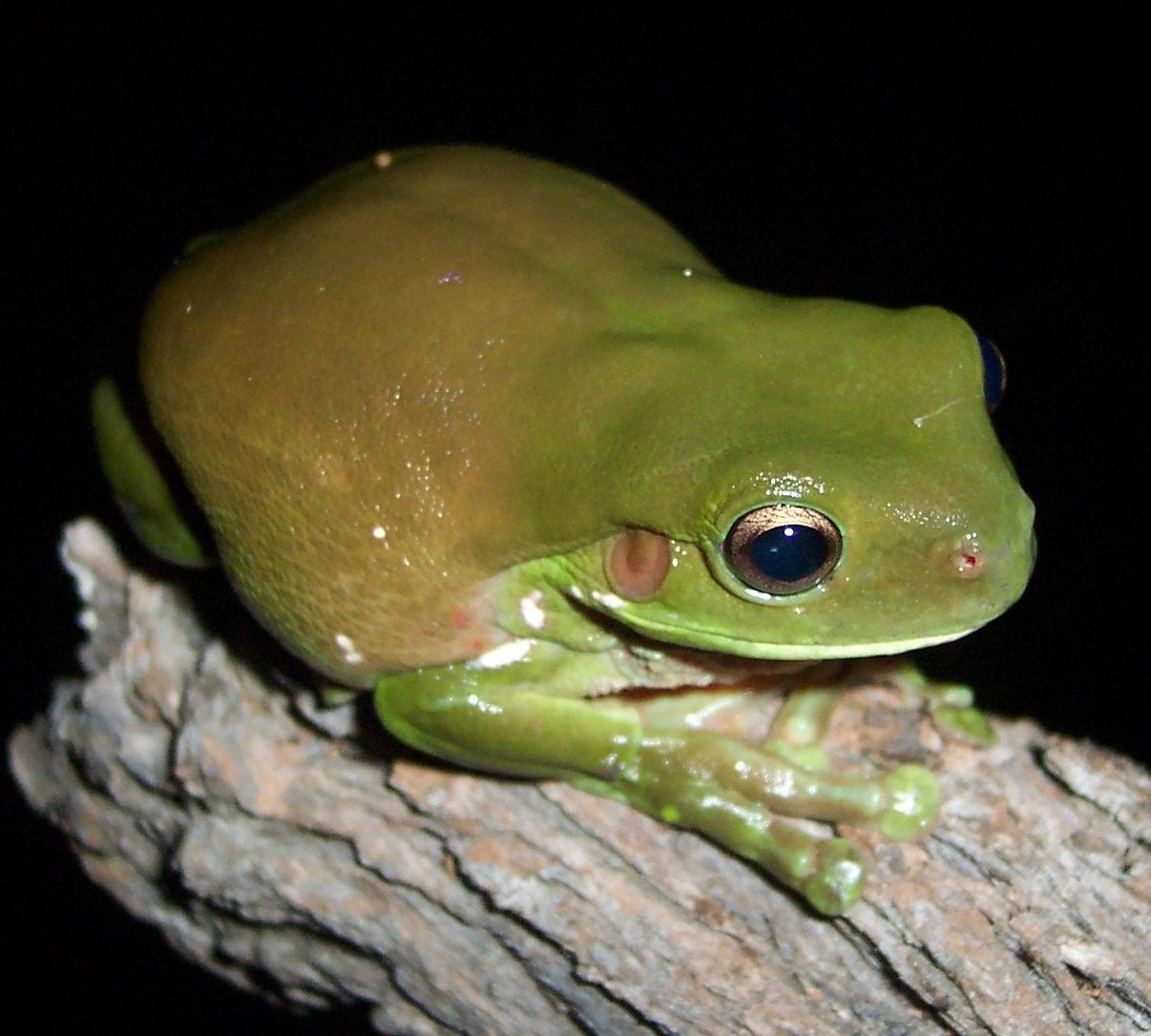
Una rana arborícola verde marrón y verde.

Previo a la época de celo en el final de la primavera, la rana arborícola verde macho desarrolla una almohadilla nupcial negra en la superficie interior del pulgar. Esto ayuda a los amplexos permitiéndole al macho continuar agarrándose de su pareja durante el mismo. El macho realiza su llamado (individualmente) para atraer a la hembra, y ambos se conocen típicamente en una fuente de aguas tranquilas.
Durante el amplexo, el macho monta a la hembra. La hembra luego expulsa sus huevos con una velocidad tal que el esperma es forzado dentro del huevo. Una gran hueva de alrededor de entre 200 y 300 huevos es dejada en el agua, aproximadamente a medio metro de las ranas. Los huevos se hunden y sujetan entre ellos. Las dos ranas pueden permanecer en amplexo por casi dos días, durante los cuales el proceso es repetido muchas veces, resultando la puesta de un promedio de 2000 a 3000 huevos. Un huevo necesita tener un período de incubación de tres días tras ser puesto. El agua debe estar entre 28–38 grados Celsius y a 5–50 centímetros de profundidad para que los huevos y renacuajos sobrevivan. 
La metamorfosis toma entre dos y tres meses, y la maduración sexual casi dos años.

## Importancia para los humanos

### Como animal de compañía
La rana arborícola verde es una de las ranas domésticas más populares del mundo. Su naturaleza dócil, su aspecto a menudo caricaturesco y una larga esperanza de vida la transforma en una elección atractiva para los dueños de especies exóticas. Es también una de las ranas más fáciles de cuidar: su dieta es extensa y tienen una fuerte resistencia contra las enfermedades. Un problema comúnmente asociado con el cuidado de esta especie como mascota es la sobrealimentación: las ranas arborícolas verdes tienden a hacerse obesas si se sobrealimentan. En estado salvaje, una rana requiere energía para capturar a su presa. Sin embargo, en cautividad se alimentan normalmente en un espacio reducido. Esto disminuye la actividad necesaria para alimentarse, resultando el aumento de peso. Un miembro con exceso de peso de la especie depositará gordas capas encima de la parte superior de la cabeza y del cuerpo, dándole un aspecto "rechoncho". De ahí el nombre de «rana arborícola rechoncha».

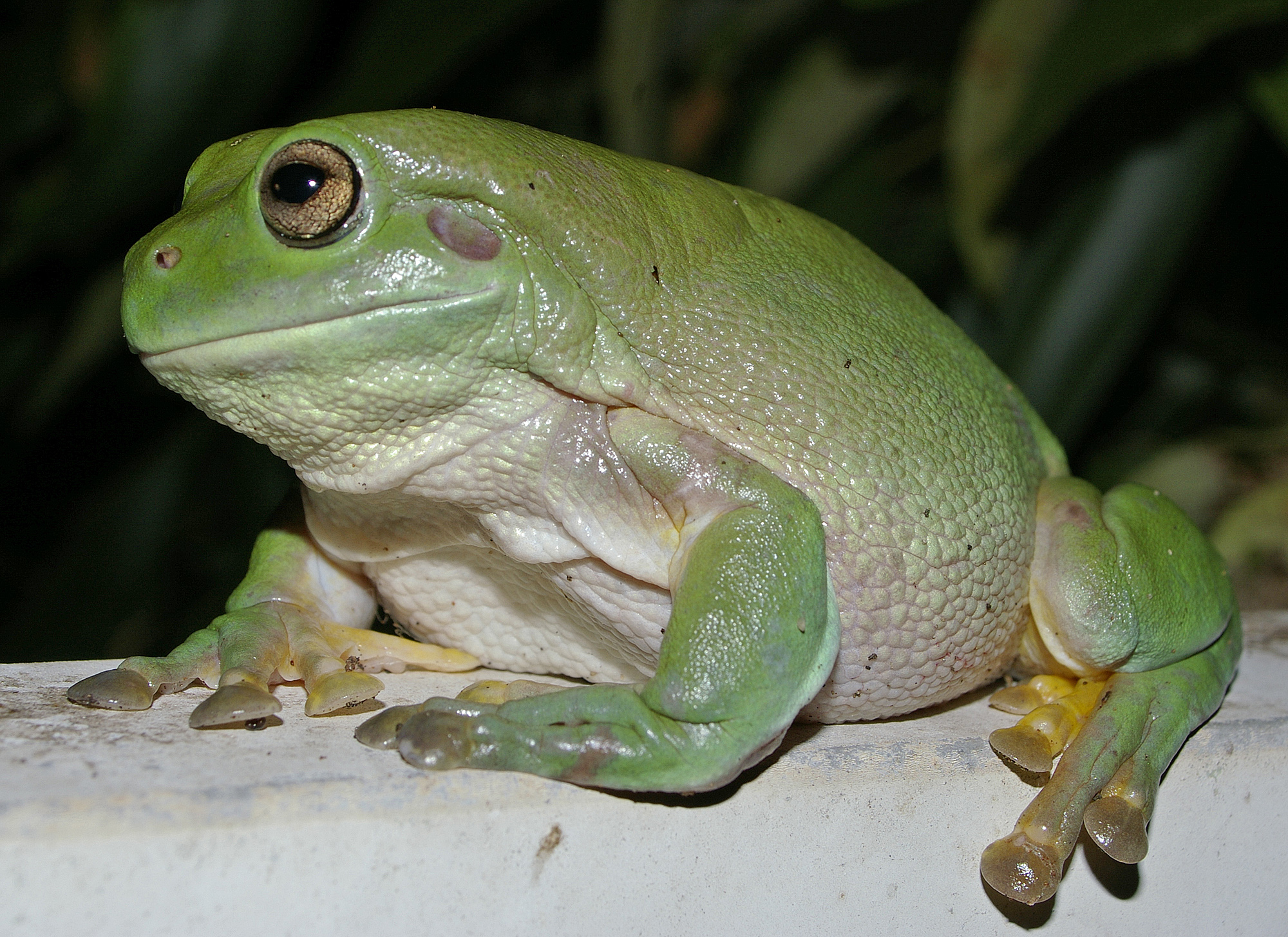
Litoria caerulea en Darwin, Northern Territory.

## Conservación
La ley australiana protege el estado de la rana arborícola verde y el de toda la fauna australiana mediante la Ley de Desarrollo de la Protección y Conservación de la Biodiversidad de 1999. Muchos de los hábitats naturales de la rana arborícola verde han sido destruidos. También, algunas de las ranas han sido infectadas con hongos quitridios, lo que les ha causado quitridiomicosis. Estos dos factores asociados con el declive general en las poblaciones de anfibios de Australia amenazaron con reducir las poblaciones de la rana arborícola verde. Sin embargo, debido a la larga esperanza de vida de esta especie, detectar cualquier efecto de un índice de reproducción reducido será más difícil que con aquellas especies con una esperanza de vida más corta.